# Myron Walden
Myron Walden (Miami, 18 oktober 1972) is een Amerikaanse jazzmuzikant (saxofoon, basklarinet, fluit).

## Biografie
Walden, geboren in Miami, Florida, verhuisde op 12-jarige leeftijd naar The Bronx. Zijn interesse in de altsaxofoon ontwikkelde zich, toen hij getuige was van de grote aandacht die zijn oom schonk aan de Charlie Parker-plaat One Night In Washington. Walden lukte het om een altsaxofoon te bemachtigen van zijn muziekleraar op de middelbare school en een saxofonist die in zijn gebouw woonde, gaf hem een instructieboek. Walden was autodidact totdat hij zich inschreef aan de LaGuardia High School of Music & Art, waar hij de mede-deelgenoten Dwayne Burno en Eric McPherson ontmoette. Walden ging verder naar de Manhattan School of Music en won in 1993 de eerste plaats in een Charlie Parker-wedstrijd, wat hem een gastplek opleverde bij Wynton Marsalis en het Jazz at Lincoln Center Orchestra.
Walden begon zijn professionele carrière met spelen met de bigband van Roy Hargrove in de Jazz Gallery in 1995 en trad vervolgens op in Smalls met artiesten als Kurt Rosenwinkel, Eddie Henderson, Kevin Hays, Stephen Scott, Greg Hutchinson en Eric Harland, voordat hij op woensdagavond regelmatig kon optreden met zijn Apex Trio, met McPherson (drums) en Burno (bas). Walden speelde voornamelijk zijn eigen originele composities met het Apex Trio en nam tussen 1996 en 2005 vier soloalbums op. Gedurende deze periode werd hij lid van Brian Blades Fellowship Band en The New Jazz Composers Octet, die drie opnamen maakten, waarvan twee met Freddie Hubbard (met wie ze verschillende keren optraden in het Iridium). Walden nam een pauze van bijna vijf jaar van het opnemen als leader om zijn vaardigheden op de tenor- en sopraansaxofoons te ontwikkelen, terwijl hij specifiek voor die instrumenten componeerde. In 2009 huurde hij Shore Fire Media in om zijn nieuwe projecten te promoten, speelde vijf woensdagavonden met vijf verschillende bands in september in de Jazz Gallery (waarbij alle opbrengsten naar de non-profitlocatie gaan) en bracht zeven albums uit op zijn nieuwe platenlabel Demi Sound in de loop van 2009 en 2010.

## Speelstijl en kritische receptie
Volgens JazzTimes speelt Walden met een Phoenix-achtige virtuositeit en aandacht voor ritmische details, die zelden te horen zijn onder saxofonisten. All About Jazz noemt hem een van de echte heldere sterren van zijn generatie, die een zeer kenmerkende scherpe toon heeft met een afgeronde nasale buiging en het vermogen heeft getoond om solo's te ontwikkelen met zowel een indringende logica als een organisch niveau van uitvinding. Bij het beschrijven van zijn optreden op tenorsax, zei schrijver John Kelman dat Walden een even bedachtzame maar vurige speler op de grotere hoorn was als op alt en noemde zijn publicatie Momentum uit 2009 een document van een van de meest provocerende saxofonisten, componisten en bandleiders van de moderne mainstream, die Waldens compositie Like a Flower Seeking the Sun gunstig vergelijkt met het titelnummer van Wayne Shorter van het album Nefertiti van Miles Davis. In het tijdschrift DownBeat beschrijft Ted Panken Walden als een alom gerespecteerde muzikant met een scherpe, direct herkenbare stem. Walden speelt vaak in een pianoloos trio of kwartetformaat, hoewel zijn album Countyfied uit 2010 een orgeltrio bevatte, waarvan Walden het geluid omschreef als 'Southern-fried soul meets a little blues and rock-'n-roll' en zijn dubbele In This World publicaties namen een harmonisch versterkte stille storm-benadering (volgens Panken) met een kwintet met onder meer gitarist Mike Moreno en toetsenist Jon Cowherd.

## Discografie

### Als leader
- 1996: Hypnosis (NYC Music)
- 1999: Like a Flower Seeking the Sun (NYC Music)
- 1999: Apex Live: Volume One (Demi Sound)
- 1999: Apex Live: Volume Two (Demi Sound)
- 2002: Higher Ground (Fresh Sound New Talent)
- 2005: This Way (Fresh Sound New Talent)
- 2009: Momentum (Demi Sound)
- 2009: Momentum Live (Demi Sound)
- 2010: In This World: What We Share (Demi Sound)
- 2010: In This World: To Feel (Demi Sound)
- 2010: Countryfied (Demi Sound)
- 2014: Momentum Live; Our Sound (Demi Sound)

### Als sideman
- 1997: Spirits in the Night - Dan Faulk (Fresh Sound New Talent)
- 1998: Brian Blade Fellowship - Brian Blade (Blue Note Records)
- 1999: First Steps into Reality - The New Jazz Composers Octet (Fresh Sound New Talent)
- 2000: Premonition - Jason Lindner (MCA Records)
- 2000: Perceptual - Brian Blade (Blue Note)
- 2001: New Colors - Freddie Hubbard (Hip Bop Essence)
- 2003: Wise Children - Tom Harrell (Bluebird Records)
- 2003: Walkin' the Line - The New Jazz Composers Octet (Fresh Sound New Talent)
- 2003: Treats for the Nightwalker - Josh Roseman (Enja Records)
- 2003: Salt - Lizz Wright (Verve Records)
- 2003: Insight - Jeremy Pelt (Criss Cross Jazz)
- 2004: Mirror - David Weiss (Fresh Sound New Talent)
- 2004: Attack of Wren: Wrenaissance Volume One - Darren Barrett (Nagel Heyer)
- 2005: Time Was - Time Is - Ray Barretto (O+ Music)
- 2005: Late August - Gregg August (Iacuessa)
- 2005: Identity - Jeremy Pelt (Maxjazz)
- 2006: Metalix - Matthias Lupri (Summit Records)
- 2006: Interwords - Dan McCarthy
- 2006: Asking No Permission - Omer Avital (Smalls Jazz Club)
- 2007: The Source - Kendrick Scott Oracle (World Culture)
- 2007: Room to Grow - Omer Avital (Smalls)
- 2007: One Peace - Gregg August (Iacuessa)
- 2008: The Turning Gate - The New Jazz Composers Octet (Motéma Music)
- 2008: Season of Changes - Brian Blade (Verve)
- 2008: On the Real Side - Freddie Hubbard (Times Square)
- 2010: After Hours (Moonlamps & Other Ballads) - Matthias Lupri (Summit)
- 2014: Landmarks - Brian Blade (Blue Note)
- 2014: When Words Fail - David Weiss (Motéma)
- 2014: Live and Direct - Darren Barrett dB Quintet (DB Studios)

- Biblioteca Nacional de España: XX1456405
- Bibliothèque nationale de France: cb169718144 (data)
- Gemeinsame Normdatei: 135364833
- International Standard Name Identifier: 0000 0000 3838 053X
- Library of Congress Control Number: n2002127952
- MusicBrainz: b6a48ab8-1521-4ac5-b094-2493773fb991
- Nationale Bibliotheek van Israël: 987007353044105171
- Virtual International Authority File: 269252203
- WorldCat: E39PBJpjd36jjyMgG9gdYwwt8C